# Islamitische verovering van het Iberisch Schiereiland
De islamitische verovering van het Iberisch Schiereiland was de invasie van het Iberisch Schiereiland door de Omajjaden die plaatsvond van ongeveer 710 tot 780 n.Chr. De verovering resulteerde in de nederlaag van het Visigotische Rijk en de oprichting van de Wilaya van Al-Andalus.
Tijdens het kalifaat van de zesde kalief van de Omajjaden, al-Walid I (r. 705-715), vertrok Tariq ibn Zijad begin 711 vanuit Noord-Afrika over de Straat van Gibraltar, die genoemd was naar Tariqs prestaties, met een troepenmacht van ongeveer 1.700 man om een militaire expeditie te lanceren tegen het Visigotische koninkrijk Toledo, dat de controle had over het voormalige grondgebied van Romeins Hispania. Na het verslaan van de Visigotische koning Roderik in de slag bij Guadalete in juli van hetzelfde jaar, werd Tariq versterkt door een Arabische strijdmacht onder leiding van zijn meerdere wali Moessa bin Noessair en trok verder naar het noorden.
In 713 gaf Theodemir, de Visigotische graaf van Murcia zich voorwaardelijk over, en in 715 werd Abd al-Aziz ibn Moessa tot eerste gouverneur van Al-Andalus benoemd, waarbij hij Sevilla tot zijn hoofdstad uitriep. Tegen 717 waren  de Omajjaden Gallië binnengevallen om hun eerste invallen in Septimanië te lanceren. Tegen 719 waren ook Barcelona en Narbonne veroverd. Van 740 tot 742 werd de invasie vervolgens verstoord door de Berberopstand, en nogmaals in 755, toen een Abbasidische strijdmacht onder leiding van Yusuf ibn Abd al-Rahman al-Fihri landde om Al-Andalus op te eisen van de Omajjaden.

## Achtergrond
De historicus Tabari haalde een traditie aan die wordt toegeschreven aan kalief Oethman ibn Affan, die verklaarde dat de weg naar Constantinopel door Hispania liep: "Alleen door Spanje kan Constantinopel worden veroverd. Als je [Spanje] verovert, deel je de beloning van degenen die [Constantinopel] veroveren". De verovering van Hispania volgde op de verovering van de Maghreb. Walter Kaegi zegt dat de traditie van Tabari twijfelachtig is en beargumenteert dat de verovering van de verre westelijke uithoeken van de Middellandse Zee werd gemotiveerd door militaire, politieke en religieuze kansen voor de moslims. Hij is van mening dat het geen richtingsverandering was nadat de moslims er in 678 niet in slaagden Constantinopel te veroveren.

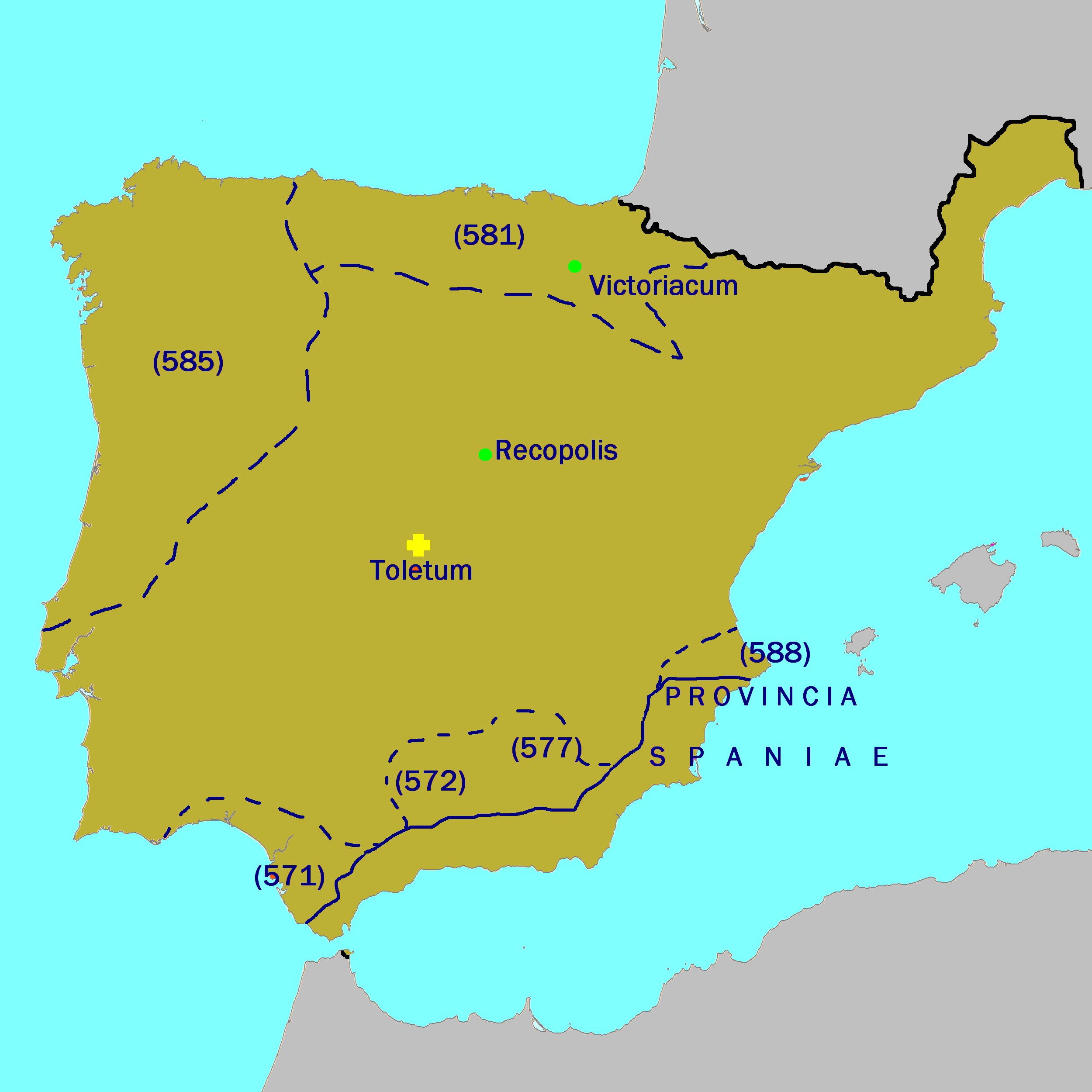
Het Visigotische Rijk voor de islamitische verovering.

De Omajjaden namen de controle over Hispania over van de Visigoten, die ongeveer 300 jaar hadden geregeerd. Ten tijde van de verovering begon de Visigotische bovenklasse uiteen te vallen en had veel problemen met de opvolging en het behoud van de macht. Dat kwam gedeeltelijk doordat de Visigoten slechts 1-2% van de bevolking uitmaakten, wat het moeilijk maakte om controle te behouden over een opstandige bevolking. De toenmalige heerser was koning Roderik, maar de manier waarop hij de troon besteeg, is onduidelijk. Er zijn verslagen van een geschil met Achila II, zoon van zijn voorganger Wittiza. Latere lijsten van Visigotische koningen, die Achila citeren en Roderik weglaten, komen overeen met het eigentijdse verslag van de burgeroorlog. Numismatisch bewijs suggereert een verdeling van koninklijk gezag, waarbij verschillende munten werden geslagen, en dat Achila II koning bleef van de Tarraconensis (het Ebro-bekken) en Septimanië tot circa 713. De bijna eigentijdse kroniek van 754 beschrijft Roderik als een usurpator die door bedrog de trouw van andere Goten verkreeg, en de minder betrouwbare laat-9e-eeuwse kroniek van Alfonso III toont een duidelijke vijandigheid jegens Oppa, bisschop van Sevilla (of Toledo) en waarschijnlijk een broer van Wittiza, die voorkomt in een onwaarschijnlijk heroïsche dialoog met Don Pelayo. Er is ook een verhaal van Juliaan van Ceuta, wiens vrouw of dochter werd verkracht door Roderik en hulp zocht in Tanger. Deze verhalen worden echter niet aangetroffen in de vroegste verslagen van de islamitische verovering.
Academici hebben benadrukt dat vijandigheid tegen de Visigotische heerschappij in sommige regio's van het Visigotische koninkrijk, inclusief in grotere mate de diepe meningsverschillen en wrok waarbij de lokale Joodse gemeenschappen en de heersende autoriteiten betrokken waren, het koninkrijk verzwakte en een cruciale rol speelde in het uiteindelijke succes van de verovering van Iberië door de Omajjaden.
De eerste verkenningsmissies van Moessa bin Noessair naar Hispania keerden terug met berichten van "grote pracht en schoonheid", waardoor de wens van de moslims om Hispania binnen te vallen toenam. Tijdens een van de vele invallen in 710 drongen de moslims "verschillende malen het vasteland binnen, wat een rijke buit en verschillende gevangenen opleverde, die zo knap waren dat Moessa en zijn metgezellen nog nooit zoiets hadden gezien". Volgens de moslimhistoricus Tabari werd Iberië zo'n zestig jaar eerder voor het eerst binnengevallen tijdens het kalifaat van Oethman, in het tijdperk van de Rashidun. Een andere prominente moslimhistoricus uit de 13e eeuw, Ibn Kathir citeerde dezelfde overlevering, en verwees naar een campagne onder leiding van Abd Allah bin Nafi al Husayn en Abd Allah bin Nafi al Abd al Qays in 32 AH (654 n.Chr.), maar er is geen solide bewijs van deze campagne.
De inwoners van Hispania beschouwden de Berbers op dezelfde manier als de Byzantijnen de Arabieren, als barbaren, en vreesden voor een aanval door hen. Volgens de kroniek van al-Maqqari:
Telkens wanneer sommige van de verspreide stammen van Berbers die langs de noordkust van Afrika woonden toevallig de kust naderden, namen de angsten en ontsteltenis van de Grieken toe; ze vlogen alle kanten op uit angst voor de dreigende invasie, en hun angst voor de Berbers werden zo sterk dat het in hun aard werd ingeprent en later een prominent kenmerk van hun karakter werd. Aan de andere kant, omdat de Berbers kennis hadden gemaakt met deze kwade wil en haat van het volk van Andalus jegens hen, haatten en benijdden ze hen des te meer, wat tot op zekere hoogte de reden was waarom zelfs een lange tijd later geen Berber te vinden was die een Andalusiër [mensen van Spaans/christelijke afkomst] niet hartgrondig haatte, en vice versa.
Tijdens een vroege inval stak een Berbers stamhoofd "hun huizen en velden in brand, en verbrandde ook een kerk die onder hen zeer werd vereerd. Vervolgens doodde hij de inwoners die hij ontmoette met het zwaard, en nadat hij een paar gevangenen had gemaakt, keerde hij veilig terug naar Afrika ".

## Verovering en de oprichting van Al-Andalus

De veroveringen van 712.

Wat er precies gebeurde in Iberië in het begin van de 8e eeuw is onzeker. Er is één hedendaagse christelijke bron, de Mozarabische kroniek van 754, die dat jaar eindigt en als betrouwbaar maar vaak vaag wordt beschouwd. Er zijn geen hedendaagse moslimverslagen, en latere moslimcompilaties, zoals die van Al-Maqqari uit de 17e eeuw, weerspiegelen latere ideologische invloeden. Roger Collins schrijft dat het gebrek aan vroege bronnen betekent dat gedetailleerde specifieke beweringen met de nodige voorzichtigheid moeten worden bekeken.
Volgens de latere kroniekschrijver Ibn Abd al-Hakam leidde de gouverneur van Tanger, Tariq ibn Zijad in 711 een troepenmacht van ongeveer 1.700 man van Noord-Afrika naar Zuid-Spanje Ibn Abd al-Hakam meldt, anderhalve eeuw later, dat "de mensen van Andalus ze niet opmerkten, omdat ze dachten dat de overvarende en weer overstekende schepen vergelijkbaar waren met de handelsschepen die in hun voordeel heen en weer voeren". Ze versloegen het Visigotische leger, geleid door koning Roderik, in een beslissende slag bij Guadalete in juli van dat jaar. In 712 werden de troepen van Tariq vervolgens versterkt door die van zijn meerdere, de wali Moessa bin Noessair, die een tweede invasie plande, en binnen een paar jaar namen beiden de controle over meer dan twee derde van het Iberisch Schiereiland. De tweede invasie omvatte 18.000 voornamelijk Arabische troepen, die snel Sevilla veroverden en vervolgens de aanhangers van Roderik versloegen bij Mérida en Tariqs troepen ontmoetten bij Talavera. Het jaar daarop trok de samengevoegde troepenmacht verder naar Galicië en het noordoosten en veroverden Léon, Astorga en Zaragoza.

Islamitische krijgers, geïllustreerd in de maqamat van Al-Hariri مقامات الحريري, c. de 11e eeuw. Yahya ibn Mahmud al-Wasiti

De eerste expeditie onder leiding van Tariq bestond voornamelijk uit Berbers, die zelf pas onlangs onder islamitische invloed waren gekomen. Het is waarschijnlijk dat dit leger een voortzetting vertegenwoordigde van een historisch patroon van grootschalige invallen in Iberië daterend uit de pre-islamitische periode, en daarom is gesuggereerd dat een daadwerkelijke verovering van Iberië oorspronkelijk niet was gepland. Zowel de kroniek van 754 als latere moslimbronnen spreken over overvallen in voorgaande jaren, en het leger van Tariq was mogelijk al enige tijd aanwezig vóór de beslissende slag. Er is beweerd dat deze mogelijkheid wordt ondersteund door het feit dat het leger werd geleid door een Berber en dat Moessa, die de Omajjad-gouverneur van Noord-Afrika was, pas het volgende jaar arriveerde - de gouverneur had zich niet verwaardigd om slechts een inval te leiden, maar haastte zich naar Iberië zodra de onverwachte triomf duidelijk werd. De historicus Abd al-Wāḥid Dhannūn Ṭāhā vermeldt dat verschillende Arabisch-islamitische schrijvers melding maken van het feit dat Tariq besloot de zeestraat over te steken zonder zijn meerdere en wali Moessa hiervan op de hoogte te stellen. De kroniek van 754 stelt dat veel stadsmensen naar de heuvels vluchtten in plaats van hun steden te verdedigen, wat de opvatting zou kunnen ondersteunen dat dit naar verwachting een tijdelijke inval zou zijn in plaats van een permanente regeringswisseling.
De kroniek van 754 stelt dat "het hele leger van de Goten, dat frauduleus en in rivaliteit met hem [Roderik] was meegekomen uit hoop op het koningschap, vluchtte". Dit is het enige hedendaagse verslag van de strijd en het gebrek aan details bracht veel latere historici ertoe hun eigen verslag te verzinnen. De locatie van de strijd, hoewel niet duidelijk, was waarschijnlijk de rivier de Guadalete. Roderik werd verondersteld te zijn gedood, en een verpletterende nederlaag zou de Visigoten grotendeels zonder leider en ongeorganiseerd hebben achtergelaten, deels omdat de heersende Visigotische bevolking naar schatting slechts 1 tot 2% van de totale bevolking uitmaakte. Hoewel wordt gezegd dat dit isolement van de Visigoten "een redelijk sterk en effectief overheidsinstrument" was; was het "in die mate gecentraliseerd dat de nederlaag van het koninklijke leger het hele land openstelde voor de indringers". Het resulterende machtsvacuüm, dat Tariq inderdaad volledig heeft verrast, zou de islamitische verovering hebben geholpen. De islamitische verovering kan net zo welkom zijn geweest voor de Hispaans-Romeinse boeren die waarschijnlijk, zoals DW Lomax beweert, gedesillusioneerd waren door de prominente juridische, taalkundige en sociale kloof tussen hen en de "barbaarse" en "decadente" Visigotische koninklijke familie.

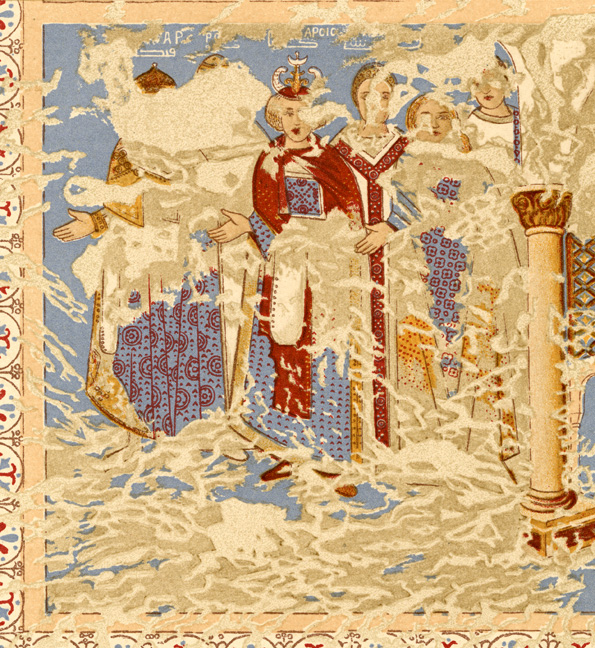
Roderik, tweede figuur zonder gezicht, afgebeeld als een van de " zes koningen " in een Omajjadisch fresco in Quseir Amra, het hedendaagse Jordanië (710-750)

In 713 onderwierp Abd al-Aziz ibn Moessa de troepen van de Visigotische graaf Theodemir (of Tudmir), die het zuidoosten van Iberië had overgenomen vanuit zijn basis in Murcia, na het machtsvacuüm dat ontstond door de nederlaag van koning Roderik. Theodemir ondertekende vervolgens een voorwaardelijke capitulatie waardoor zijn land werd omgezet in een autonome vazalstaat onder Omajjadische heerschappij. Het Verdrag van Theodemir in 713 vertegenwoordigt een vorm van indirect bestuur dat Abd al-Aziz, zoon van Moessa, de Omajaddische gouverneur van Ifriqiya, installeerde over "een Visigotische potentaat genaamd Theodemir (Tudmir, in het Arabisch)". Het verdrag hield in dat de lokale heerser, Theodemir, aan de macht zou blijven zolang hij de heerschappij van de moslims, in de vorm van Abd al-Aziz, erkende en geldelijk eerbetoon betaalde. Bovendien stemde Abd al-Aziz ermee in dat zijn troepen de stad of het volk van Theodemir niet zouden plunderen of "lastig zouden vallen", een overeenkomst die zich ook uitstrekte tot zeven andere steden. Theodemirs regering en de christelijke overtuigingen van zijn onderdanen werden gerespecteerd; in ruil daarvoor beloofde hij een belasting (djizja) te betalen en alle rebellen uit te leveren die samenzwoeren tegen de heerschappij van de Omajjaden of de islam. Op die manier bleef het leven van veel inwoners grotendeels hetzelfde als vóór de campagnes van Tariq en Moessa. Het met Theodemir ondertekende verdrag schiep een precedent voor heel Iberië, en steden die zich overgaven aan de Omajjaden ondergingen een soortgelijk lot, waaronder waarschijnlijk de muwallad Banu Qasi in de Ebro-vallei en andere graven en landeigenaren. Sommige steden (Córdoba, Toledo, enz.) werden bestormd en onvoorwaardelijk veroverd door de Omajjaden om direct door de Arabieren te worden bestuurd. In het gebied waarvan men dacht dat het deel uitmaakte van het territorium van koning Roderik, voerde Mérida ook langdurig verzet uit tegen de opmars van de Omajjaden, maar werd uiteindelijk veroverd in het midden van de zomer van 712. Vanaf 713 (of 714), nam de laatste Visigotische koning, Ardo, de leiding over van Achila II, met effectieve controle over alleen Septimanië en waarschijnlijk het oostelijk Pyrenese grensgebied en kustgebieden van de Tarraconensis.
In 714 trok Moessa bin Noessair in noordwestelijke richting de rivier de Ebro op om de westelijke Baskische regio's en de Cantabrische bergen helemaal tot aan Gallaecia onder de voet te lopen, zonder relevant of aangetoond verzet. Tijdens de periode van de tweede (of eerste, afhankelijk van de bronnen) Arabische gouverneur Abd al-Aziz ibn Moessa (714-716), gaven de belangrijkste stedelijke centra van Catalonië zich over. In 714 rukte zijn vader, Moessa bin Noessair, op en veroverde Soria, de westelijke Baskische regio's, Palencia en zo ver westwaarts als Gijón of León, waar een Berberse gouverneur werd aangesteld zonder gedocumenteerd verzet. De noordelijke gebieden van Iberië trokken weinig aandacht van de veroveraars en waren moeilijk te verdedigen nadat ze werden ingenomen. De hoge westelijke en centrale valleien van de sub-Pyreneeën bleven onveroverd.
Op dat moment bereikten Omajjadische troepen Pamplona, en de Baskische stad onderwierp zich nadat er een compromis was bereikt met de Arabische commandanten om de stad en haar inwoners te respecteren, een praktijk die gebruikelijk was in veel steden van het Iberisch Schiereiland. De Omajjadische troepen stuitten op weinig weerstand. Gezien de communicatiemogelijkheden van die tijd, was drie jaar een redelijke tijd om bijna de Pyreneeën te bereiken, nadat eerst de nodige regelingen waren getroffen voor de onderwerping van de steden en hun toekomstig bestuur.

## Islamitisch bestuur
Islamitische wetten waren niet van toepassing op alle onderdanen van de nieuwe heersers. Christenen werden net als voorheen geregeerd door hun eigen Visigotische wetboek (Forum Iudicum). In de meeste steden bleven etnische gemeenschappen gescheiden, en nieuwe etnische groepen (Syriërs, Jemenieten, Berbers en anderen) zouden nieuwe stadsdelen oprichten buiten de bestaande stedelijke gebieden. Dat zou echter niet gelden voor steden die onder directe heerschappij door de Omajjaden kwamen staan. In Córdoba werd de kathedraal opgedeeld en gedeeld om te voorzien in de religieuze behoeften van christenen en moslims. De situatie duurde zo'n 40 jaar tot de verovering van Zuid-Spanje door Abd ar-Rahman (756).
Een vroege gouverneur (wali) van al-Andalus, al-Hurr ibn Abd al-Rahman al-Thaqafi, verspreidde de heerschappij van het kalifaat van de Omajjaden tot aan de Ebro-vallei en de noordoostelijke grens van Iberië, bracht het grootste deel van het gebied tot bedaren en initieerde in 717 de eerste uitstapjes over de Pyreneeën naar Septimanië. Bovendien legde hij de basis van het Omajjadisch burgerlijk bestuur in Iberië, door ambtenaren van het burgerlijk bestuur (rechters) te sturen naar veroverde steden en landen die werden bewaakt door garnizoenen die meestal naast de bevolkingskernen waren gevestigd.
Bovendien herstelde al-Hurr land aan hun voormalige christelijke landeigenaren, wat mogelijk veel heeft bijgedragen aan de inkomsten van de Omajjadische gouverneurs en de kalief van Damascus, door de eerste steeds meer de vectigalia op te leggen, een belasting die werd geheven op een specifieke regio of landgoed, niet per hoofd van de bevolking (djizja). Alleen niet-moslims waren onderworpen aan belasting, afgezien van de verplichte aalmoezen van een moslimonderdaan, de zakat. De taak om een burgerlijk bestuur op te richten in het veroverde al-Andalus werd 10 jaar later in wezen voltooid door gouverneur Yahya ibn Salama al-Kalbi.
In de periode na het ambt van al-Hurr vestigden de Arabieren zich in het zuiden van Septimanie, tijdens de ambtstermijn van Al-Samh ibn Malik al-Khawlani als wali. Narbonne viel in 720, en zodra Al-Samh er een garnizoen had geplaatst, leidde de Arabische commandant een offensief tegen Toulouse. Tijdens deze aanval door de Omajjaden of de nasleep ervan stierf koning Ardo (721).

## Etnische groepen en opkomst van interne spanningen

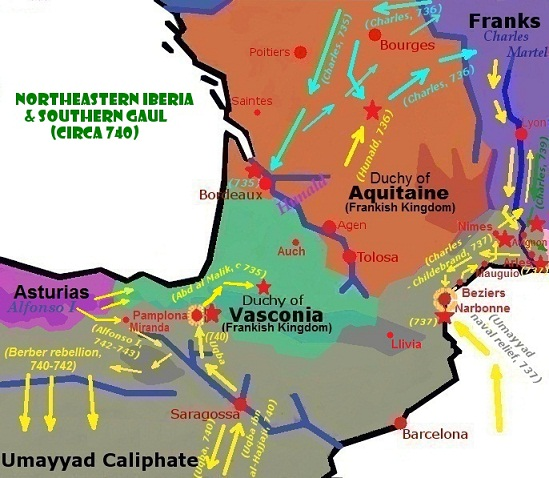
Noordoostelijk al-Andalus, de Pyreneeën en Zuid-Gallië ten tijde van de Berberopstand (739-742)

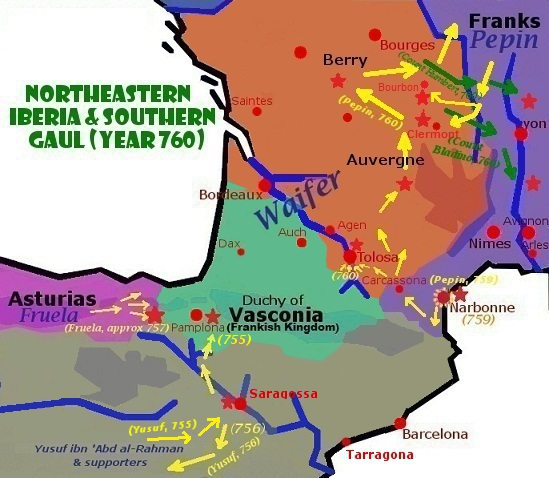
Ten noordoosten van Iberia, Hertogdom Vasconia en Septimanië net na de verovering door Pepijn (760)

In de eerste fase van de invasie bestonden de invallende legers uit Berbers uit de noordelijke regio's van Noord-Afrika, samen met verschillende groepen Arabieren uit West-Azië. Deze volkeren, geclusterd rond de vlag van de Omajjaden, vermengden zich niet met elkaar en bleven in afzonderlijke steden en stadsdelen. De Berbers, onlangs onderworpen en oppervlakkig geïslamiseerd, hadden gewoonlijk de leiding over de moeilijkste taken en de meest ruige terreinen, vergelijkbaar met die in hun Noord-Afrikaanse thuisland, terwijl de Arabieren de zachtere vlakten van het zuiden van Iberië bezetten. Vooraanstaande militaire leiders namen Berbers in hun gelederen op, zoals Tariq Ziyad, aan wie een groot deel van de strategie wordt toegeschreven om Al-Andalus te veroveren.
Als gevolg daarvan trokken de Berbers verder naar standplaatsen in Gallaecia (mogelijk inclusief Asturië) en de Bovenmarken (Ebro-bekken), maar deze gebieden bleven onaangenaam, vochtig en koud. De grieven die de Berbers onder Arabische heersers kwalijk namen (pogingen om moslim Berbers belasting te heffen, enz.) leidden tot opstanden in Noord-Afrika die zich uitbreidden naar Iberië. Een vroege opstand vond plaats in 730 toen Oethman ibn Naissa (Munuza), meester van de oostelijke Pyreneeën (Cerretanya), een bondgenootschap sloot met de hertog Odo van Aquitanië en zich afscheidde van Córdoba.
De interne wrijvingen bedreigden voortdurend (of hebben soms geleid tot) de steeds groter wordende Omajjadische militaire inspanningen in al-Andalus tijdens de periode van verovering. Rond 739, toen Uqba ibn al-Hajjaj het nieuws hoorde van de tweede interventie van Karel Martel in Provence, moest hij een expeditie naar de Neder-Rhône afblazen om in plaats daarvan de Berberopstand in het zuiden het hoofd te bieden. Het jaar daarop gaven de Berber-garnizoenen die in León, Astorga en andere noordwestelijke buitenposten waren gestationeerd hun posities op, en sommigen van hen omarmden zelfs het christendom. De moslimnederzetting werd daarna permanent gevestigd ten zuiden van de oevers van de Douro.
De Berberopstanden overspoelden heel al-Andalus tijdens de ambtsperiode van Abd al-Malik ibn Katan al-Fihri als gouverneur. Vervolgens werden vanaf de andere kant van de Middellandse Zee versterkingen opgeroepen in militaire hoedanigheid: de "Syrische" junds (eigenlijk Jemenitische Arabieren). De Berber-opstanden werden bloedig onderdrukt en de Arabische commandanten kwamen na 742 versterkt naar voren. Verschillende Arabische facties bereikten een akkoord om elkaar af te wisselen, maar dit duurde niet lang, aangezien Yusuf ibn 'Abd al-Rahman al-Fihri (tegen de Omajjaden) aan de macht bleef tot aan zijn nederlaag tegen Abd al-Rahman I in 756., en de oprichting van het onafhankelijke Omajjadisch Emiraat Córdoba. Het was in deze periode van onrust dat de Frankische koning Pepijn uiteindelijk Narbonne veroverde op de Andalusiërs (759).
In de strijd van Yusuf en Abd-ar-Rahman om de macht in al-Andalus splitsten de "Syrische" troepen, een steunpilaar van het kalifaat van de Omajjaden, zich. Voor het grootste deel kozen Arabieren van de Mudar- en Qais -stammen de kant van Yusuf, evenals de inheemse (tweede of derde generatie) Arabieren uit Noord-Afrika, maar Jemenitische eenheden en enkele Berbers kozen de kant van Abd-ar-Rahman, die waarschijnlijk zelf een Noord-Afrikaanse Berberse moeder had. Tegen 756 waren het zuiden en midden van al-Andalus (Córdoba, Sevilla) in handen van Abd-ar-Rahman, maar het duurde nog eens 25 jaar voordat hij de boventoon voerde over de Bovenmarken (Pamplona, Zaragoza en het hele noordoosten).

## Nasleep en gevolgen
Het Iberisch schiereiland was het meest westelijke puntje van het Omajjadische kalifaat van Damascus en stond onder de heerschappij van de gouverneur van Ifriqiya. In 720 overwoog de kalief zelfs om het gebied te verlaten. De verovering werd gevolgd door een periode van enkele honderden jaren waarin het grootste deel van het Iberisch schiereiland bekend stond als al-Andalus, gedomineerd door islamitische heersers. Slechts een handvol nieuwe kleine christelijke rijken slaagden erin hun gezag te herbevestigen over het verre bergachtige noorden van het schiereiland.
In 756 landde Abd al-Rahman I, een overlevende van het onlangs omvergeworpen Omajjadische kalifaat, in al-Andalus en greep de macht in Córdoba en Sevilla, en riep zichzelf uit tot emir of malik, waarbij hij alle vermeldingen van de Abbasidische kaliefen uit de vrijdaggebeden verwijderde. In nasleep van die gebeurtenissen werd het zuiden van Iberia de jure en de facto onafhankelijk van het Abbasidische kalifaat. Hoewel dit niet werd geaccepteerd buiten al-Andalus en de Noord-Afrikaanse gebieden waarmee het verbonden was, waren Abd al-Rahman, en vooral zijn opvolgers, van mening dat zij de legitieme voortzetting waren van het Omajjadische kalifaat, dat wil zeggen dat hun heerschappij legitiemer was dan die van de Abbasiden. Het lijkt erop dat Abd ar-Rahman nooit heeft overwogen om een apart vorstendom op te richten. (Zie Kalifaat Córdoba.)
Tijdens de eenwording van al-Andalus onder het bewind van Abd ar-Rahman, onderging al-Andalus centralisatie en langzame maar gestage homogenisering. De autonome status van veel steden en regio's waarover in de eerste jaren van de verovering was onderhandeld, werd in 778 teruggedraaid, in sommige gevallen veel eerder (Pamplona bijvoorbeeld in 742). De in Toledo gevestigde Spaanse Kerk, wiens status onder de nieuwe heersers grotendeels onverminderd bleef, kreeg ruzie met de Roomse Kerk tijdens de controverse over het Adoptionisme (eind 8e eeuw). Rome vertrouwde op een alliantie met Karel de Grote (in oorlog met de emirs van Córdoba) om zijn politieke autoriteit en bezittingen te verdedigen en ging verder met het erkennen van het noordelijke Asturische vorstendom (Gallecia) als een koninkrijk los van Córdoba en Alfons II als koning.
De bevolking van al-Andalus, vooral lokale edelen die een aandeel in de macht ambieerden, begon de islam en het Arabisch te omarmen. De meerderheid van de bevolking bleef echter christen en gebruikte de Mozarabische ritus), en het Latijn (Mozarabisch) bleef de belangrijkste taal tot de 11e eeuw. De historicus Jessica Coope van de Universiteit van Nebraska stelt dat de premoderne islamitische verovering in tegenstelling tot kerstening was, omdat de laatste 'aan iedereen werd opgelegd als onderdeel van een onderhandelde overgave, en dus het element van persoonlijke overtuiging miste dat moderne ideeën over religieus geloof nodig zouden hebben. ", maar de verovering van Dar al-Harb werd niet ingegeven door een doel om de bevolking tot de islam te bekeren, maar door de overtuiging dat iedereen beter af was onder islamitische heerschappij.
Tegen 781 had Abd al-Rahman I alle opstanden en rivalen neergeslagen en de heerschappij van de Omajjaden over een bijna volledig herenigd Iberië geconsolideerd.
Abd ar-Rahman I stichtte een onafhankelijke dynastie die tot de 11e eeuw bleef bestaan. De dynastie werd opgevolgd door een verscheidenheid aan korte en kleine emiraten (taifa's) die de opmars van de uitbreidende noordelijke christelijke koninkrijken niet konden stoppen. De Almoraviden (1086–1094) en de Almohaden (1146–1173) bezetten al-Andalus, gevolgd door de Meriniden in 1269, maar dat kon de versnippering van het door moslims geregeerde gebied niet voorkomen. Vanaf het midden van de 13 eeuw werd de Reconquista geïntensiveerd en door de paus gesteund, met als doel het terugwinnen van het Iberisch Schiereiland voor het christendom. Het laatste islamitische emiraat, Granada, werd in 1492 verslagen door de legers van Castilië (opvolger van Asturië) en Aragón onder leiding van Isabella en Ferdinand. De laatste golf van verdrijvingen van Spanjaarden van islamitische afkomst vond plaats in 1614.

## Tijdlijn
Zoals hierboven besproken, is veel van het traditionele verhaal van de verovering meer legende dan betrouwbare geschiedenis. Enkele van de belangrijkste gebeurtenissen en de verhalen eromheen worden hieronder beschreven.
- 710 - Tariq ibn Zijad, een Berberse mawla van Moessa ibn Nusayr, landt met 400 man en 100 paarden op het kleine schiereiland dat nu Gibraltar heet (Jebel al Tarik : Berg van Tariq), naar zijn naam.
- 711 - Moessa bin Noessair, gouverneur van Ifriqiya in Noord-Afrika, stuurt Tariq naar het Iberisch schiereiland.
- 711 (19 juli) - Het leger van koning Roderik is volledig op de vlucht geslagen in de Slag bij Guadalete ergens in de vallei van Guadalquivir.
- 712 - Moessa ibn Noessair sluit zich aan bij Tariq na de slag bij Guadalete en beiden gaan door met het aanvallen van eerder vermeden steden en bolwerken. Abu Zora Tarif landt in Algeciras.[41]
- 713 - Theodemirs voorwaardelijke overgave, waardoor hij heer kon blijven van zijn zuidoostelijke regio rond Murcia (Tudmir).
- 715 - Abd al-Aziz ibn Musa kondigt de eerste wali van Andalus aan en trouwt met de weduwe van koning Roderik, Egilona. Sevilla wordt de hoofdstad.
- 717–18 - Al-Hurr ibn Abd al-Rahman al-Thaqafi start de eerste militaire campagnes tegen het Gotische Septimanië.
- 719 - Al-Samh ibn Malik al-Khawlani, 4e wali, verplaatst de zetel van de gouverneur van Sevilla naar Córdoba. Barcelona en Narbonne worden veroverd.
- 721 - Een Umayyad-leger onder leiding van Al-Samh wordt verpletterd door het Aquitaanse leger van hertog Odo in de Slag bij Toulouse ("Balat Al Shuhada" van Toulouse).
- 722 - Een Omajjadische patrouille wordt verslagen door Don Pelayo in de slag bij Covadonga in de bergen van Asturië.
- 725 - Anbasa ibn Suhaym Al-Kalbi onderwerpt geheel Septimanië, valt de Neder-Rhône binnen en neemt Autun en Sens in.
- 731 - Munuza wordt verslagen in Cerdanya door Abdul Rahman Al Ghafiqi.
- Lente van 732 - Een expeditie onder leiding van de wali Al Ghafiqi wint van hertog Odo in de slag om de rivier de Garonne.
- Oktober 732 - Al Ghafiqi slaat volledig op de vlucht door Karel Martel (hofmeier aan het Merovingische hof) tijdens de Slag bij Tours ("Balat Al Shuhada" van Poitiers).
- 734 - Graaf Maurontus roept Omajjadische troepen met militaire capaciteit naar Arles, Avignon en waarschijnlijk Marseille.
- 740–42 - Berbers in het noorden van Iberië (Galicië, Leon, Astorga, boven-Ebro) geven hun posities op om zich bij de Berberopstanden aan te sluiten.
- 743–757 - Alfons I van Asturië valt het gebied tussen de rivieren de Douro en de Ebro binnen, maar behoudt het gebied niet.
- 743 - Mudarieten en Jemenieten komen overeen om elk jaar afwisselend een van hun mannen te kiezen om Al-Andalus te regeren.
- 747 - Gouverneur Yusuf ibn Abd al-Rahman al-Fihri, een Mudariet en afstammeling van Uqbah ibn Nafia, weigert de Jemenitische kandidaat aan de beurt te laten en regeert autonoom.
- 755 - Opstand in Zaragoza neergeslagen en Yusufs detachement vernietigd door de Basken bij Pamplona.
- 755 - Abd al-Rahman I ("Saqr Quraysh") landt op de zuidkust van Iberië en neemt snel achtereenvolgens Granada, Sevilla en Córdoba in.
- 756 - Na te hebben geweigerd een compromis te sluiten met Yusuf, roept Abd ar-Rahman I zich uit als onafhankelijke Omajjadische emir van Córdoba. Yusuf is verslagen.
- 759 - Narbonne wordt veroverd door de Frankische koning Pepijn de Korte.
- 763 - Het pro-Abbasidische leger wordt verslagen door Abd ar-Rahman I in Carmona.
- 778 - Karel de Grote wordt teruggedrongen bij Zaragoza door lokale islamitische heren.
- 779 - Abd ar-Rahman I voert campagne naar de Bovenmarken en onderwerpt de belangrijkste stad, Zaragoza.
- 781 - Pamplona en de Baskische heren ten zuiden van de Pyrenese grensgebieden onderworpen. Heel Al-Andalus verenigd.
- 788 - Abd ar-Rahman I sterft.

## Veldslagen
- Slag bij Guadalete (711)